# جشن‌آباد
جشن‌آباد (درگز)، روستایی ترک زبان از توابع بخش نوخندان شهرستان درگز در استان خراسان رضوی ایران است. حمام سنتی حاج اسماعیل (باوی) در این روستا قرار دارد .

## جمعیت
این روستا در دهستان شهرستانه قرار دارد و براساس سرشماری مرکز آمار ایران در سال ۱۳۸۵، جمعیت آن ۹۲۲ نفر (۲۲۹خانوار) بوده‌است.